# Guilherme Faria
Guilherme Faria de Souza, mais conhecido como Gui Faria (São Paulo, 22 de setembro de 1991), é um lutador profissional que hoje atua na divisão LFA com um cartel de 19 vitórias, 10 por nocaute, duas por finalização e seis por decisão dos juízes; e 10 derrotas.

## Vida antes das lutas
Natural de São Paulo, capital, Gui Faria passou boa parte de sua infância no interior do estado. Aos nove anos, sua família optou se mudar para Limeira, forçando Guilherme a trocar de escola. No novo ambiente, o garoto acabou sendo vítima de bullying pelo perfil magro, tímido e pelos óculos que usava na época devido a miopia.
Em um desses episódios, Guilherme acabou tomando um tapa na cabeça de um de seus colegas bem na frente de uma garota que gostava na escola. Com a cabeça quente pela vergonha, acabou revidando e empurrando seu agressor. Como consequência, Guilherme acabou apanhando na saída da escola na frente de todos.
Ao chegar em casa naquele dia, Guilherme buscou em uma lista telefônica anúncios de academias e acabou se matriculando em aulas de karatê em busca de poder se vingar. Durante um dos treinamentos, seu professor na época acabou descobrindo suas motivações, o fazendo prometer nunca usar suas técnicas de luta para começar uma briga, apenas para se defender.
Mesmo depois do bullying ter parado quando seus colegas descobriram sobre o treinamento e de após a academia em que treinava acabar fechando, Guilherme seguiu na rotina se transferindo para outro centro de treinamento que tinha aulas de Muay Thai, pegando cada vez mais gosto pela luta esportiva.

## Início no profissional
Apesar de vários anos no treino de karatê e Muay Thai, o início da vida de Guilherme como lutador profissional foi bem diferente do esperado. Ainda sem conhecer a fundo técnicas de luta do MMA, Guilherme acabou perdendo suas três primeiras lutas por finalização.
Depois de sua terceira derrota, Guilherme foi convidado para começar a treinar com na academia da equipe MuayThai Nikolai, em Bragança Paulista, interior de São Paulo.
A 122 km de Limeira, foi necessário que Guilherme buscasse um emprego para financiar as viagens até a academia. Depois de algumas semanas atuando em uma empresa de telemarketing, o lutador conseguiu arcar com o dinheiro para gasolina e pedágios, treinando sempre aos sábados.

## Retorno ao cenário profissional
Aos 20 anos, Guilherme retornou dominando os octógonos. As consecutivas vitórias levaram o lutador a vencer o Campeonato Mundial de 2014 na Tailândia. A viagem contou com o apoio de familiares, amigos e alunos da sua própria academia, aberta quando tinha 18 anos.
Lutando pelo título do GP dos pesos-pena do XFCi, Guilherme chamou a atenção por um nocaute impressionante contra Missael Silva, conquistando a vitória.
Entre 2015 e 2016, o atleta passou pelo drama de uma grave lesão. Sentindo desconfortos no pescoço desde 2012, Guilherme passou por ortopedistas e neurologistas depois de começar a sentir membros fracos e formigamento. Os exames acabaram revelando duas hérnias de disco localizadas em seu pescoço, forçando-o a abandonar as lutas sob risco de ficar paraplégico.
Depois de uma peregrinação por outros esportes, Guilherme ouviu uma terceira opinião médica, o recomendando a tentar a osteopatia. O tratamento intensivo durou cerca de três meses, amenizando os sintomas.

Guilherme Faria após luta do XFC

Em 2016, retornando de lesão, Guilherme realizou sua primeira luta de MMA internacional disputando o cinturão peso-pena no Fight Time Promotions 33 enfrentando o campeão Jason Soares, dos Estados Unidos.
O lutador ainda retornou à Tailândia em 2017, novamente conquistando o título do Campeonato Mundial.
Em 2018, depois da vitória em seu segundo mundial, Guilherme acabou se mudando para Sacramento, Estados Unidos, começando a treinar na Team Alpha Male, com o Urijah Faber, Cody Garbrandt e outros atletas conhecidos do Wrestling e Jiu-Jitsu depois de ser indicado por Carlão Barreto. Apenas treinando e ajudando alguns companheiros no início, Guilherme acabou rapidamente se destacando, sendo levado a ser um dos treinadores da equipe ministrando aulas para atletas do UFC.
Em 2022, no LFA 125, Guilherme foi convocado de última hora para uma luta contra o estadunidense Zach Zane. Apesar do pouco tempo de preparação, o lutador brasileiro conseguiu conquistar a vitória por nocaute técnico depois de mais de 35 chutes na perna de seu adversário.
Atualmente, Guilherme possui um cartel com 18 vitórias e 10 derrotas no MMA. Seu último combate foi no LFA 153 quando perdeu por nocaute contra o estadunidense Jose Mariscal.

## Títulos e conquistas na carreira
- GP dos pesos-pena do XFCi;[4]

- Campeonato Mundial de Muay Thai: 2014 e 2017;[6]